# Microhyla mihintalei
Espèce
Microhyla mihintalei est une espèce d'amphibiens de la famille des Microhylidae.

## Répartition
Cette espèce est endémique du Sri Lanka. Elle se rencontre jusqu'à 500 m d'altitude.

## Description
Les mâles mesurent de 21,7 à 27,3 mm.

## Étymologie
Son nom d'espèce lui a été donné en référence au lieu de sa découverte, Mihintale.

## Publication originale
- Wijayathilaka, Garg, Senevirathne, Karunarathna, Biju & Meegaskumbura, 2016 : A new species of Microhyla (Anura: Microhylidae) from Sri Lanka: an integrative taxonomic approach. Zootaxa, no 4066(3), p. 331–342.